# 北信広域連合
北信広域連合（ほくしんこういきれんごう）は長野県北信地方の北信地域にある広域連合。構成市町村は中野市と飯山市、下高井郡、下水内郡である。

## 概要
定数23の北信広域連合議会、北信広域連合事務局などの組織がある。業務内容は介護などが行われている。